# Orange County Blues II
El Orange County SC U-23 es un equipo de fútbol de los Estados Unidos que milita en la USL League Two, la cuarta liga de fútbol más importante del país.

## Historia
Fue fundado el 7 de abril del año 2011 en la ciudad de Costa Mesa, California como el equipo que tomaría el lugar del Hollywood United Hitmen en la temporada 2011, ya que este equipo decidió bajar a la National Premier Soccer League (quinta división) antes del inicio de la temporada.
El club ha cambiado de nombre en varias ocasiones, las cuales han sido:
- 2011 - Los Angeles Blues 23
- 2012 - Pali Blues
- 2013 - OC Blues Strikers FC
- 2014 - Orange County Blues II (OC Pateadores Blues)
- 2017 - Orange County SC U-23

Su primer partido oficial lo jugaron el 29 de abril del 2011 ante el Fresno Fuego, el cual terminó 0-0 y su primer triunfo fue el 28 de mayo ante Los Angeles Misioneros 2-0, y Daniel Martínez anotó el primer gol en la historia del club.

## Clubes Afiliados
- Los Angeles Blues
- Pali Blues

## Estadios
- Vanguard University, Costa Mesa, California (2014–)
- Stadium by the Sea de la Palisades Charter High School; Pacific Palisades, California (2011–2013)
- Titan Stadium; Fullerton, California 1 juego (2011)

## Entrenadores
- Agustín Rodríguez (2011)
- Federico Bianchi (2011–)